# Emily Whigham

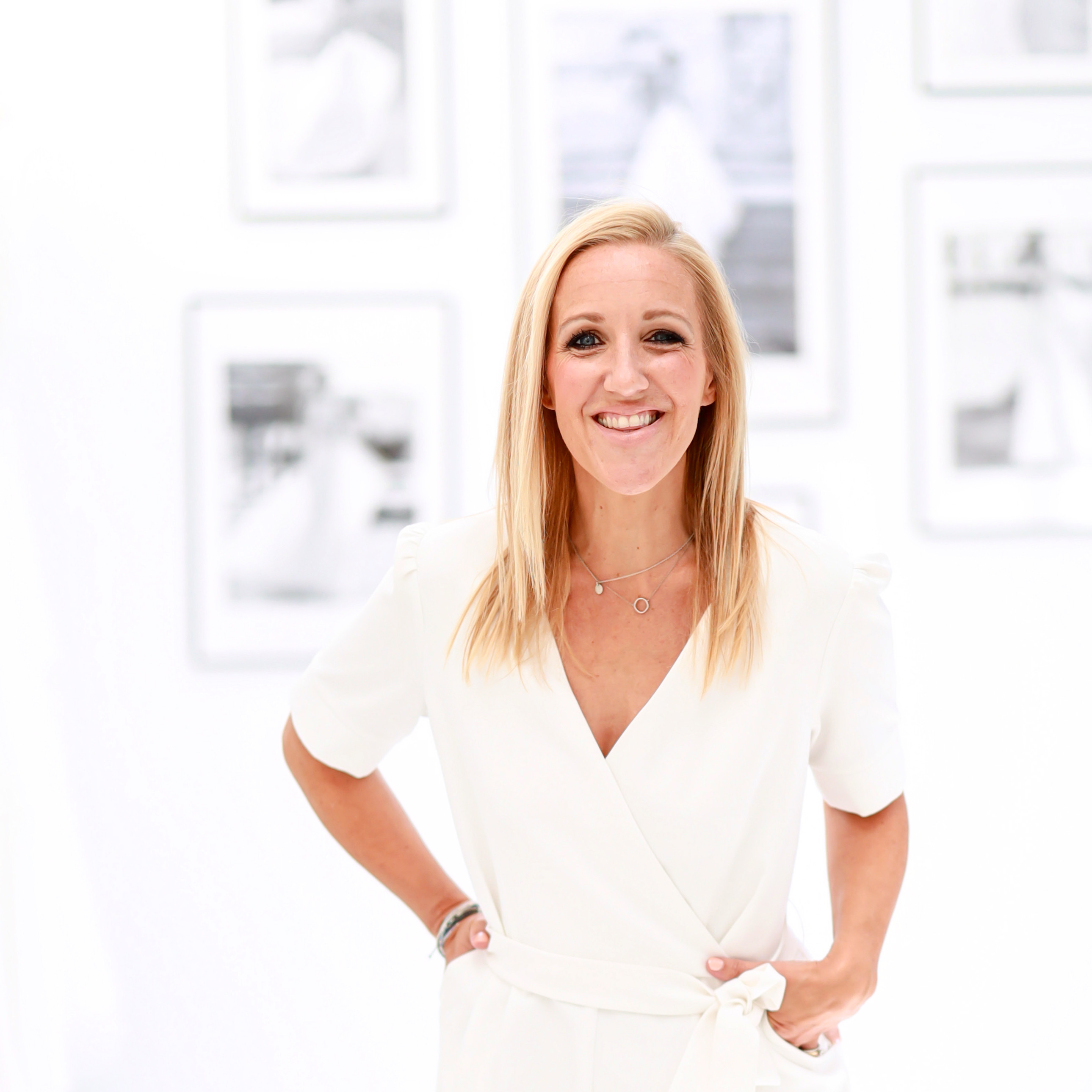
Emily Whigham 2021

Emily Whigham (* 30. März 1976 in Bonn) ist eine Fernsehmoderatorin, Produzentin und Journalistin. Bekannt wurde sie insbesondere durch ihre Moderationstätigkeit bei der deutschen Fernsehsendung NBC GIGA.

## Biografie
Nach ihrem Abitur am Clara-Fey-Gymnasium in Bonn begann sie 1995 ein Praktikum und Volontariat beim Musiksender VIVA in Köln und wurde dort schließlich im Juni 1997 zur Redaktionsleiterin der Sendungen Geschmacksache, Airplay-Charts und LP-Charts.
1998 trat sie für den Fernsehsender NBC Europe in Düsseldorf bei der gerade neu gegründeten mehrstündigen Livesendung GIGA vor die Kameras. GIGA war ein innovatives Fernsehformat, das eine nachmittägliche Livesendung mit einer eigenen Internetseite verband und dadurch interaktives Fernsehen unter Einbeziehung von Fragen und Wünschen der meist jungen Zuschauer ermöglichte. Als sogenannte Netzreporterin für den Bereich „Stars“ berichtete sie dort anhand von recherchierten Websites über Neuigkeiten und Prominente aus der Medienwelt und war auch verantwortlich für zahlreiche Interviews mit Studiogästen.
Durch den anfänglichen Erfolg des ungewöhnlichen Fernsehformats wurde Whigham ebenso wie einige ihrer Moderationskollegen in dieser Zeit zu Gastauftritten bei anderen Fernsehsendungen eingeladen und dadurch auch einem größeren Publikum bekannt. So war sie unter anderem im Mai 2000 zu Gast in der Harald Schmidt Show und im November 2002 bei TV total mit Stefan Raab.
Im Herbst 2004 verließ Emily Whigham GIGA und ging als selbständige Projektmitarbeiterin nach Los Angeles, um dort die Projektkoordination und Moderation der Made in Germany-Filmpremieren im Rahmen des AFI (American Film Institute) Film Festivals 2004 zu übernehmen.
Im Frühjahr 2005 kehrte sie zurück nach Deutschland, um als Produzentin von Tango Film für die MTV-Dokusoap Made zu arbeiten und anschließend in Düsseldorf das Projekt Diesel Wall für das italienische Modelabel Diesel zu betreuen.
Im September 2005 ging sie nach Katar und moderierte dort eine Lifestyle-Sendung.
Vom Juni 2006 bis zur Einstellung war sie in der Programmentwicklung und Moderation von KAI3 tätig, einer neuen Nachmittagssendung des regionalen Privatsenders NRW.TV. Das interaktive Konzept der Sendung war angelehnt an das ehemalige Format von GIGA, und auch hier war der Produktionsstandort wie in dessen Anfangstagen in Düsseldorf. Außer ihrer Moderation für die Sendung KAI3 machte sie regelmäßige Moderationen in der Frühstücksfernsehsendung Guten Morgen NRW, ebenfalls auf NRW.TV.
Daneben arbeitete Whigham gelegentlich als freie Journalistin für die Fachzeitschrift Hollywood Reporter, Deutsche Welle Radio (englisches Programm). 2010 war sie mit Marko Bagic in der Sendung AppsNight zu sehen, die auf diversen regionalen Fernsehsendern wie NRW.TV ausgestrahlt wurde.
Emily Whigham moderiert diverse Veranstaltungen (DMEXCO, Reeperbahn Festival, MME Awards, Arrow ACT Award, Acoustic Festival Düsseldorf, Prowein, Aluminium, Messe K, Düsseldorfer Jazz Rally, Here Technologies, Podiumsdiskussionen für Wirtschaftsunternehmen etc.) Sie arbeitet als Sprecherin und Übersetzerin. Seit 2016 moderiert sie die Sendungen Sofa Recordings und Song of my Life auf Muxx.TV und B.O.B für die Riverside Studios Köln. Seit 2021 ist sie zusammen mit Moderatorin Janine Steeger in ihrem Podcast „Grüner geht’s halt nicht“ zu hören. 2021 war sie die Moderatorin der Fachmesse Dmexco @home, welche virtuell abgehalten wurde.

## Trivia
Ihr Vater ist der Jazzmusiker Jiggs Whigham. Sie schreibt nach eigenen Angaben eigene Songs und Texte und spielt Klavier. Seit 2018 unterrichtet sie in ihrer freien Zeit Englisch und Medien für Grundschulkinder. Sie ist mit David Whigham (Chefredakteur von N-tv) verheiratet, das Ehepaar hat zwei Söhne.

## Auszeichnungen
- Grimme Online Award 2001 im Bereich Internet-TV für NBC GIGA